# Isaías Cabezón
Isaías Cabezón Acevedo (* 1891 in Salamanca; † 1963 in Santiago de Chile) war ein chilenischer Maler.

## Leben
Cabezón begann sie künstlerische Laufbahn als Autodidakt und wurde in seiner Heimatstadt als Zeichner und Plakatmaler bekannt. Er besuchte das Seminario de La Serena und später das Seminario de San Rafael in Valparaíso. Ab 1908 lebte er bei seinem Bruder, dem Architekten Alberto Horacio Cabezón, in Santiago und arbeitete in der Banco Alemán Transatlántico. Erst ab 1917 studierte er an der Escuela de Bellas Artes bei Juan Francisco González und Ricardo Richon Brunet.
Mit dem Preisgeld eines Plakatwettbewerbs bereist er ab 1922 Europa. Dort arbeitete er in Madrid als Dekorateur und organisierte Ausstellungen in Paris. Seine eigenen Werke fanden den Beifall von Kritikern wie Florent Fels, Georges Charensol und Maurice Raynal.
Nach seiner Rückkehr nach Chile schloss er sich der avantgardistischen Künstlergruppe Grupo Montparnasse an, der u. a. José Perotti, Camilo Mori, Henriette Petit und die Brüder Julio und Manuel Ortiz de Zárate angehörten. 1928 wurde er Professor an der Escuela de Bellas Artes. Zu seinen Schülern zählten Marcial Lema, Héctor Cáceres und Inés Puyó. Als decorador escolar schuf er im Auftrag des Erziehungsministeriums Porträts historischer Persönlichkeiten Chiles. Er unterrichtete außerdem Zeichnen an der  Escuela de Canteros, war Assessor am Instituto de Extensión de Artes Plásticas der Universidad de Chile, ab 1943 Mitglied im Beirat und ab 1945 stellvertretender Direktor des Museo Nacional de Bellas Artes und wurde 1958 Mitglied der Academía de Bellas Artes. Zudem zählte er zu den Gründungsmitgliedern der Sociedad Nacional de Bellas Artes de Santiago, der Federación de Artistas Plásticos de Chile und der Asociación Chilena de Pintores y Escultores.
Werke Cabezóns befinden sie u. a. im Besitz des Museo Nacional de Bellas Artes (u. a. Niño de la Naranja, 1928; La Ciudadela, 1927), der Pinakothek der Universidad de Concepción und des Museo de Bellas Artes in Lima.